# Calle 72 (estación)
La estación sencilla Calle 72 hizo parte del sistema de transporte masivo de Bogotá llamado TransMilenio, el cual fue inaugurado en el año 2000. Estuvo en funcionamiento hasta el 13 de julio de 2024, fecha en la que fue cerrada para llevar a cabo su demolición completa para iniciar las labores de construcción de una nueva estación, debido al paso del viaducto de la primera línea del metro de Bogotá.

## Ubicación
La estación estará ubicada en el nororiente de la ciudad, más específicamente en la Avenida Caracas entre la calle 69 y la Avenida Chile.
Atenderá la demanda de los barrios Concepción Norte, Quinta Camacho y sus alrededores.
En las cercanías están la papelería Panamericana Avenida Chile, la Universidad EAN sede Calle 72, la Universidad UNICIENCIA, la Universidad Pedagógica Nacional de Colombia, el centro comercial Avenida Chile (anteriormente Granahorrar), la Fundación Universitaria del Área Andina, la sede del Parlamento Andino y la zona empresarial de la Avenida Chile.

## Origen del nombre
La estación recibió su nombre de la vía ubicada por el acceso norte. También llamada Avenida Chile, es un importante eje comercial y financiero de la ciudad así como un eje vial relevante, ya que va desde la carrera 5 en los cerros orientales, hasta la carrera 110 en el occidente de la ciudad.

## Historia
Una semana después de la implementación del sistema TransMilenio, fue inaugurada el 26 de diciembre de 2000 como parte de la entrada en operación de 6 estaciones más para la Troncal Caracas.
El día 9 de marzo de 2012, protestas manifestadas por jóvenes en su mayoría menores de edad en grupos de hasta 200, bloquearon en repetidas veces y hasta por 3 horas estaciones en la troncal Caracas. Las protestas dejaron destruida y saqueada esta estación del sistema.
Por la cantidad de pasajeros dada la cercanía a aproximadamente cinco instituciones universitarias, el centro financiero (Bolsa de Valores y sedes principales bancarias) centros de comercio y almacenes de cadena, la cantidad de usuarios es particularmente alta. Ha sido objeto de ataques. Junto a la estación contigua: Calle 76 - San Felipe, tiene una gran problemática en cuanto la cantidad de pasajeros en horas pico.
Durante el Paro nacional de 2021, la estación sufrió diversos ataques que afectaron de forma considerable las puertas de vidrio y demás infraestructura de la estación, razón por la cual se encontró inoperativa.

### Cierre temporal
En junio de 2024 se anunció que la estación Calle 72 sería cerrada en su totalidad para ser demolida y así continuar con las obras correspondientes a la cimentación y construcción del viaducto de la línea 1 del Metro de Bogotá sobre el mismo corredor. El 13 de julio de 2024, se hizo efectivo el cierre total de la estación. El desarrollo del proyecto del metro contempla la construcción de los apoyos del viaducto, sobre el cual circularán los trenes del metro, y bajo el mismo funcionará la reconstruida estación Calle 72.

## Servicios de la estación

### Servicios troncales
| Tipo                                            | Rutas al Norte | Rutas al Sur |
| ----------------------------------------------- | -------------- | ------------ |
| Ruta fácil                                      | 6 8            | 6 8          |
| Expresos todos los días todo el día             | B75            | H75          |
| Expresos lunes a sábado todo el día             | B13C19D24      | F19H13J24    |
| Expresos lunes a viernes hora pico de la tarde  |                | F61          |
| Rutas que finalizan recorrido                   |                |              |
| Expresos lunes a viernes hora pico de la mañana | A61            | A61          |

### Esquema
| ← Norte         |               |               |               |                 |
| Av. Calle 72    | sin servicios | sin servicios | sin servicios | Calle 69        |
| En construcción | Vagón 3       | Vagón 2       | Vagón 1       | En construcción |
| Av. Calle 72    | sin servicios | sin servicios | sin servicios | Calle 69        |
| Sur →           |               |               |               |                 |

### Servicios urbanos
Así mismo funcionan las siguientes rutas urbanas del SITP en los costados externos a la estación, circulando por los carriles de tráfico mixto sobre la Avenida Caracas, con posibilidad de trasbordo usando la tarjeta TuLlave:
| Código | Sector               | Dirección            | Rutas                          |
| ------ | -------------------- | -------------------- | ------------------------------ |
| 395A00 | A Estación Calle 72  | Av. Calle 72 - KR 13 | 91 359 367 E25A124A210A306C115 |
| 398A00 | A Barrio Porciúncula | Av. Calle 72 - KR 13 | 12 91 359 E25 E61 P500C124C134 |

## Ubicación geográfica
| Noroeste: Barrios Unidos | Norte: A Calle 76 - San Felipe | Nordeste: Chapinero |
| Oeste: E Avenida Chile   |                                | Este: Chapinero     |
| Suroeste: Barrios Unidos | Sur: A Flores - Areandina      | Sureste: Chapinero  |